# Rail Cargo Hungaria
Rail Cargo Hungaria Zrt. (VKM: RCH), dříve MÁV Cargo Zrt. (VKM: MÁVC) je maďarský nákladní železniční dopravce patřící rakouskému dopravci Rail Cargo Austria (RCA) ze skupiny ÖBB.

## Historie
Společnost MÁV Cargo vznikla vyčleněním z mateřské firmy Magyar Államvasutak v roce 2006. Ve výběrovém řízení na prodej této společnosti bylo v roce 2007 jako vítěz vybráno konsorcium firem Österreichische Bundesbahnen a Győr-Sopron-Ebenfurti Vasút (GySEV). Po schválení prodeje a prodeji společnosti bylo MÁV Cargo v průběhu roku 2008 začleněno do skupiny RCA a v březnu 2010 byl název firmy změněn na Rail Cargo Hungaria.